# Митенвалде (Укермарк)
Митенвалде (њем. Mittenwalde) општина је у њемачкој савезној држави Бранденбург. Једно је од 34 општинска средишта округа Укермарк. Према процјени из 2010. у општини је живјело 404 становника. Посједује регионалну шифру (AGS) 12073404.

## Географски и демографски подаци
Митенвалде се налази у савезној држави Бранденбург у округу Укермарк. Општина се налази на надморској висини од 71 метра. Површина општине износи 22,9 km². У самом мјесту је, према процјени из 2010. године, живјело 404 становника. Просјечна густина становништва износи 18 становника/km².